# Pierluigi Sabatti
Pierluigi Sabatti (Trieste, 21 maggio 1950) è un giornalista e scrittore italiano.

## Biografia
Dopo gli studi commerciali nei quali aveva “scoperto” il diritto, si iscrive a Giurisprudenza all’Università di Trieste laureandosi con il massimo dei voti e la lode con una tesi sulla “Consob”, Commissione nazionale per le società e la borsa, che all’epoca era oggetto di discussione in Parlamento). Intraprende la pratica legale nello studio dell’avvocato Sergio Trauner e, contemporaneamente, è assistente volontario del professor Gianpaolo de Ferra alla cattedra di Diritto Commerciale.  
Viene quindi assunto all’Italcantieri nell’ufficio del personale, ma la vita aziendale non lo soddisfa e accetta il lavoro che gli viene offerto da “Il Piccolo” lo storico quotidiano di Trieste con il quale collaborava sul dall’inizio del 1970. 
Parla francese, inglese e spagnolo e ha una conoscenza passiva dello sloveno. 
È sposato dal 1985 con la giornalista Stella Rasman. 

### Carriera giornalistica

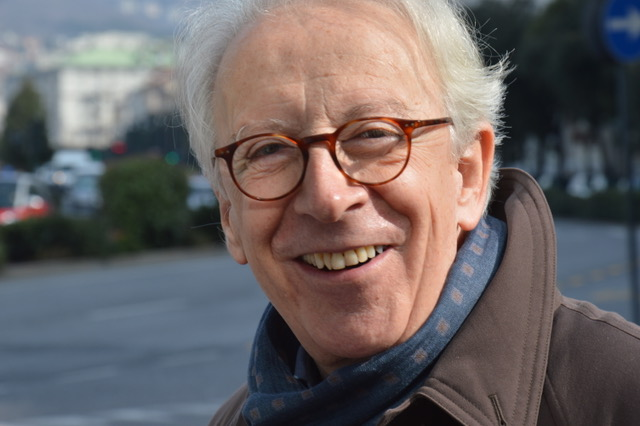

I suoi primi articoli vengono pubblicati su “Il Piccolo” nel 1973 in terza pagina, si tratta di un curioso reportage su Israele attraversata in autostop e vissuta negli ostelli della gioventù e nei kibbutzim. Inizia così una collaborazione che culminerà nell'assunzione nel 1977 voluta da Chino Alessi, allora direttore e proprietario del quotidiano. Lavora in tutti i settori: cronaca, politica, regione, cultura, con qualche rara puntata in economia e sport. Per un paio di anni è segretario di redazione, poi diventa responsabile della Pagina dell’Istria, Litorale e Quarnaro che lui stesso inventa, cogliendo l’occasione dei profondi cambiamenti che stavano avvenendo in Jugoslavia all’inizio degli Anni 90, forte della sua esperienza maturata nel seguire le vicende della minoranza italiana in Jugoslavia e poi in Slovenia e Croazia e della minoranza slovena in Italia e anche del suo interesse per la politica estera, in particolare per quanto concerne i Balcani. 
Apre e dirige la redazione di Capodistria curando l’edizione de “Il Piccolo” diretta oltre confine e rivolta sia ai connazionali, sia ai numerosi lettori italofoni. Ma le difficoltà economiche in cui versano le nuove repubbliche di Croazia e Slovenia lasciano poco spazio a nuove iniziative editoriali, che potrebbero anche danneggiare il quotidiano in lingua italiana della minoranza oltre frontiera "La voce del popolo", per cui “Il Piccolo”, ridimensionato nella sua parte “istriana”, viene diffuso in Istria insieme alla “Voce” a un prezzo “politico”.
Sabatti rientra a Trieste e continua a occuparsi di vicende d’oltre confine, oltre che delle due minoranze etniche finché viene nominato vice capo cronista. Conclude la sua carriera al Piccolo nel 2008, come responsabile delle pagine di servizio: Segnalazioni, Ore della città, Agenda. Dopo il pensionamento viene incaricato dal giornale di occuparsi dei laboratori di giornalismo nelle scuole superiori triestine, italiane e slovene, attività che continuerà per dieci anni.

## Romanzi, commedie, saggi, eventi culturali

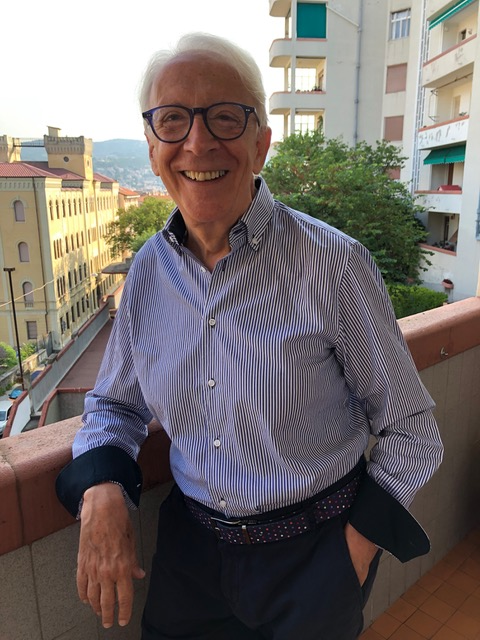

Oltre a seguire la politica estera, soprattutto nella ex Jugoslavia, anche come inviato in Croazia agli esordi del conflitto, e a occuparsi delle minoranze etniche, Sabatti si interessa di cultura, in particolare di Storia, sia nel quotidiano, sia in numerose collaborazioni con altri media: la Rai, nazionale e del Friuli Venezia Giulia, con la quale continua a collaborare; Radio e Tv Capodistria; Radio Sound, la prima radio privata triestina; la rivista di geopolitica Limes;  la rivista culturale triestina “Il Ponte rosso”, e sporadicamente, con altri quotidiani e periodici italiani e stranieri. 
Nel 2004 pubblica il suo primo romanzo “Un ottobre a Trieste”, edito da Mgs Press Trieste, scaturito dalla ricorrenza del cinquantenario del ritorno dell’Italia a Trieste, avvenuto nel 1954, che ha voluto raccontare anche dalla parte degli sloveni triestini. Da questo romanzo è stata tratta nel 2007 la commedia in dialetto triestino “Vola Colomba”, scritta insieme al regista Francesco Macedonio, messa in scena dal teatro “La Contrada” di Trieste. Il buon successo di pubblico e l’esperienza di scrittura teatrale maturata grazie alla dura ma efficacissima scuola di Macedonio, Sabatti ha scritto la commedia “Anna Magnani”, sempre in dialetto triestino, diventata un originale radiofonico trasmesso nel febbraio 2018 dalla Rai del Friuli Venezia Giulia, protagonista Ariella Reggio.
Insieme al collega Claudio Ernè, ha scritto i testi di due volumi fotografici: “Sull’orlo dell’abisso – Aspettando la Grande Guerra” edito dal “Piccolo” nel 2014, e “Trieste Settanta”, edito da Comunicarte nel 2015. Ha pubblicato nel 2016 per l’Associazione medica triestina “Che storia: 175 anni di associazioni mediche a Trieste”. Ha scritto poi l'introduzione di "Mayerling Il memoriale" (2021), di Elena Vetsera, edito da Mgs Press Trieste.  Il suo ultimo libro è "Il Piccolo di Teodoro Mayer", pubblicato nel 2021 dall'Istituto regionale per la storiella resistenza e dell'Età contemporanea del Friuli Venezia Giulia. Ha pubblicato inoltre racconti in varie collane. 
Sabatti organizza da anni eventi culturali: uno dei più rilevanti è stata la manifestazione “Dal Talmud a Woody Allen” sull’umorismo ebraico al Teatro Miela di Trieste nel 1990. Sempre sull’umorismo, ma stavolta “di frontiera” ha organizzato una mostra insieme a Flavio Tossi Presidente del Club belga dei Giuliani nel mondo nella sede del Friuli Venezia Giulia a Bruxelles, dedicata ai giornalisti e scrittori Lino Carpinteri e Mariano Faraguna e all’indimenticato inserto domenicale de “Il Piccolo”, “La Cittadella”. 
E’ stato inoltre membro attivo dell’associazione  “Giuliani nel mondo”, che organizza  le relazioni tra i giuliani e la diaspora e per la quale ha tenuto conferenze in Belgio, in italiano ed in francese; di “Dialoghi europei”, che approfondisce le questioni riguardanti l’Unione europea; del Premio Cinematografico Mattador, rivolto a giovani sceneggiatori; dell'Associazione Italia-Israele; dell'A.R.I.S. (Associazione Ricerche Interventi e Studi sull’invecchiamento) e dell'Alliance Française di Trieste. 
Fa parte del “Gruppo 85”, che promuove la reciproca conoscenza tra le comunità italiana e slovena di Trieste; “Forum Tomizza”, che favorisce i rapporti tra Italia, Slovenia e Croazia nel nome del grande scrittore istriano; di “Stazione Rogers”, che promuove incontri culturali e mostre d’arte; del Teatro Miela, di cui è socio fondatore; dell'“Istituto giuliano di storia, cultura e documentazione”. 
È Presidente del Circolo della Stampa di Trieste dal 2015, salvo l'anno dal giugno 2022 al giugno 2023 in cui ha presieduto l'Irsrec (Istituto regionale per la storia della Resistenza e dell'Età contemporanea nel Friuli Venezia Giulia). Dal 2020 è direttore responsabile della rivista Qualestoria, edita dall’Irsrec. 
I libri di Pierluigi Sabatti. “Un ottobre a Trieste”,  “Che storia: 175 anni di associazioni mediche a Trieste”. Insieme a Claudio Ernè   “Sull’orlo dell’abisso – Aspettando la Grande Guerra” edito da “Il Piccolo” nel 2014, e “Trieste Settanta”, edito da Comunicarte  nel 2015. Ultimi libri: "Mayerling Il memoriale", "Il Piccolo di Teodoro Mayer", entrambi nel 2021. 
Le commedie di Pierluigi Sabatti. “Vola Colomba” (2007) e Anna Magnani (2018)
| Controllo di autorità | VIAF (EN) 42163155946401311266 · SBN TSAV381987 · J9U (EN, HE) 987012378371305171 |